# Day of the Dead (canción)
«Day of the Dead»  es el primer sencillo oficial de Hollywood Undead del cuarto álbum llamado Day of the Dead. La canción se filtró en su canal Vevo en YouTube el 17 de octubre, y poco retirado después. Fue lanzado oficialmente el 21 de octubre de 2014. El álbum fue lanzado 31 de marzo de 2015.

## Posicionamiento en listas
| Listas (2014)             | Posiciones |
| ------------------------- | ---------- |
| US Rock Songs (Billboard) | 17         |